# Capitole de l'État de Caroline du Sud
Le Capitole de l'État de Caroline du Sud abrite l'Assemblée générale de Caroline du Sud (la législature de l'État, comprenant le sénat et la chambre des représentants) ainsi que les bureaux du gouverneur et du lieutenant-gouverneur.
Construit en 1855 par l'architecte John Niernsee, il se trouve à Columbia, capitale de l'État, à l'angle des rues de Gervais et de Assembly.